# Канеллос, Стефанос
Стефанос Канеллос (греч. Στέφανος Κανέλλος; 9 марта 1792 Константинополь — 1823, Крит) — известный греческий врач, учёный, писатель, поэт, переводчик, композитор, преподаватель, законодатель начала XIX века, деятель греческого предреволюционного просвещения, член революционной организации Филики Этерия и участник Освободительной войны Греции 1821—1829 годов.

## Детство и юношество
- Панорама Константинополя (Стамбул), Antoine de Favray (1706-1798).

Стефанос Канеллос родился в 1792 в Константинополе. Его отец, Иоаннис Канеллос, был родом с острова Хиос, но мать была из коренной греческой семьи Константинополя. Детские годы провёл в Константинополе, где получил начальное образование у ректора (схолара) греческой Великой школы нации Дорофея Пройоса.
В 1811 году, его лирическое стихотворение «Приветствие» (Προσφώνημα) было включено в филологический сборник «Лирика» Афанасия Христопулоса, а сам Канеллос, наряду с Григорием Константосом и братьями Мурузисами, стал упоминаться как член литературного и научного круга Христопулоса.
Сегодняшние исследователи считают, что стихотворение «Сон», в «Лирике» Христoпулоса, также принадлежит Канеллосу.
В 1812 году, в возрасте 20 лет и с целью получить медицинское образование, Канеллос отправился в Германию. В 1815 году, греческое Общество друзей Муз (Вена), в порядке исключения, предоставило ему стипендию на три года. В феврале 1817 года после написания им диссертации на тему «Некрофания» (νεκροφάνεια) Канеллос получил диплом профессора Вюрцбургского университета. Он переселился в Париж, где два года, работая врачом, параллельно продолжал учиться медицине, а также физике, математике и философии.

### Просвещённый Гермес
Пребывая в Германии и Франции, Канеллос с 1817 года стал одним из основных сотрудников греческого филологического и научного журнала «Учёный (просвещённый) Гермес» (Эрмис о Ло́гиос — Ερμής ο Λόγιος), который издавал Антимос Газис в Вене в период 1811—1821 годов. (На этом основании, некоторые источники включают Вену в число городов где Канеллос учился).
Он освещал в основном темы естественных наук, но также темы философии и литературы. Работа в журнале вызвала также необходимость в переводах и Канеллос перевёл большой ряд работ французских и немецких учёных. Кроме прочего, он перевёл с голландского и опубликовал работу касательно зеркал Архимеда (1817). Позже, работая уже в Бухаресте, вместе с Афанасием Вогоридисом он опубликовал критику к работе Константина Кумаса «Конституция Философии» (Σύνταγμα Φιλοσοφίας, τόμοι 4, Βιέννη 1818—1820).

## Бухарест
В 1819 году Канеллос завершил свою учёбу в западных университетах и вернулся в Константинополь, предполагая что он останется на родине, где будет работать врачом. Есть информация, что он работал в училище Куручешме на острове Халки (ныне Хейбелиада).
Однако в следующем году, по приглашению греческой Княжеской академии Бухареста, он прибыл в Валахию, где начал преподавать математику и естественную историю. В тот период директором Академии был Константинос Вардалахос и, кроме других известных деятелей греческого просвещения, там преподавал Георгиос Геннадиос.
Кроме того что Канеллос был сторонником разговорного языка, он использовал в своей преподавательской деятельности опыты и вспомогательные средства.
В Бухаресте он вступил в греческую революционную организацию Филики Этерия, поставившую своей целью освободить греческие земли от турецкого ига. По другим источникам он стал гетеристом раньше, по возвращении в Константинополь в 1819 году.

## Под знамёнами гетеристов
Когда в феврале 1821 года гетеристы, возглавляемые Александром Ипсиланти, начали военные действия в Дунайских княжествах, Канеллос, не раздумывая, оставил свою академическую деятельность и встал под их знамёна. Однако скорее всего он не принял непосредственного участия в военных действиях. Историография упоминает лишь порученную ему роль передачи посланий и представления позиции движения гетеристов монархам России и германских королевств. Однако эта попытка была безуспешной. Связанные положениями и принципами Священного союза христианские монархи встретили известие о начале Греческой Освободительной войны враждебно, рассматривая восставших греков как революционеров, восставших против своего государя, несмотря на то что речь шла о мусульманской империи.

## Отъезд в восставшую Грецию
После поражения гетеристов в Дунайских княжествах Канеллос первоначально выбрался на территорию самой враждебной по отношению к гетеристам Австрийской империи.
Из письма посланного им 30 июля из трансильванского Кронштадта Константину Коккинакису в Вену, Канеллоса волновали два вопроса: судьба матери и сестёр после погрома и резни греческого населения Константинополя, и то, что скорее всего, он не успевает отбыть на юг восставшей Греции из Триеста до назначенной даты 15 августа. Канеллос просил Коккинакиса задержать отход судна. Из письма также следует, что в Австрии его сопровождал Анастасиос Полизоидис и что Канеллос считал необходимым доставить, «чтобы мы были полезными там куда мы прибудем» хирургические инструменты, а также протоколы заседаний национального конвента периода Французской революции революции и германских национальных конгрессов:241.
В конечном итоге он задержался в Германии, с целью поддержки восставшей Греции посетил Дрезден, Мюнхен, Гейдельберг, где встретился с немецкими филэллинами, в том числе с Фридрихом Тиршем и историком Карлом Икеном.
В Гейдельберге он также встретился со своими старыми друзьями врачами Chelius и Nögele и не преминул возможностью посетить их лекции и больницы города.
Однако решение Канеллоса уехать в восставшую Грецию было бесповоротным. На этот раз он решил выбраться в Грецию через порты южной Франции. По пути Канеллос заехал в Париж, где встретился с одним из самых известных просветителей дореволюционной Греции, Адамантием Кораисом.
Канеллос прибыл в временную столицу восставшей Греции, город Нафплион, в июне 1822 года.

### «Тайная школа»
В начале 1822 года и до отъезда в восставшую Грецию, по просьбе немецкого историка и фольклориста Карла Икена (Karl Jakob Ludwig Iken, 1789—1841), Канеллос подготовил пространный доклад о состоянии образования и просвещения греческого населения на подвластным туркам территориях.
Современный греческий историк Стефанос Папагеоргиу, пишет, что вызывает удивление тот факт, что «национальный миф», как он именует миф о «Тайной школе», исходит от иностранца (Икена).
Оставив в стороне те греческие земли, что счастливо избежали турецкого ига и в составе Венецианской республики приняли участие в Возрождении, Канеллос в своём докладе представил в общем то печальную картину образования на оккупированных турками землях.
Икен отразил эту информацию в двух томах своей книги «Leukothea» (Лейпциг, 1825), лейтмотивом которой стала получившая в дальнейшем неожиданно большой резонанс фраза «турки препятствовали школам строже, нежели церквям».
Будучи выпускником церковного училища основанного после Падения Константинополя, Канеллос мог только предполагать о трудностях греческого образования в первые два века османского ига и о возможных гонениях против греческих школ, о которых однако он не располагал письменными свидетельствами. Напротив, он был участником новогреческого просвещения и свидетелем количественного и качественного образовательного взрыва XVII—XVIII веков, в результате деятельности греческих просветителей и революционеров, как предпосылка освобождения нации в преддверии Освободительной войны:
«Греческая школа» фессалийского городка Царицани, где Кумас, Константинос преподавал алгебру, когда «преподавание математики считалось источником атеизма»:Α-170 функционировала с 1690 года.
Евангелическая школа Смирны функционировала с 1717 года, её предшественница «Старая школа» с 1708 года.
Греческая «Академия» в малоазийском Кидониес функционировала с 1802 года.
В греческие школах в эпирском Янина и западномакедонском Касториа с конца XVII века преподавали современную математику и новейшую философию по западно-европейским образцам (Рене Декарт и Николя Мальбранш)
Косма Этолийский предпринявший активную деятельность в области начального образования, в конце своей жизни писал, что он что создал «только 10 гимназий, преподававших древний диалект и науки, но 200 начальных, для чтения, школ».
Британский историк и филэллин Джордж Финлей, в своей «Истории Греческой революции» писал, что в результате деятельности апостолов греческого просвещения, к началу XIX века «От Валахии и Молдавии, вплоть до Египта, от города Смирна и до Керкиры, нет ни одного города, нет ни одного острова, где вы не найдете школы с бесплатным обучением, функционирующей на средства общины».
Турецкое иго не способствовало греческому образованию, но греческие меценаты, просветители и революционеры находили пути преодоления всех трудностей и препятствий чинимых османскими властями.
Однако в целом уровень образования греческого населения на территории Османской империи заметно отстал от Западной Европы и «пламенный патриот» Канеллос, как пишет С. Папагеоргиу, оправдывал это отставание «вмешательством турок».
Икен принял этот аргумент Канеллоса и отразил его в своей книге, не предполагая что его тезис вскоре станет идеологемой в возродившейся стране и примет форму гротеска.
В Греческом королевстве баварца Оттона тезис Икена — Канеллоса трансформировался в «действительное историческое явление, где варвары турки отказывают грекам в образовании, а те создают тайные школы в церквях и монастырях, куда ночью и с фонарями, тайком от турок, идут греческие дети».
«Тайная школа» стала темой греческой живописи и литературы.
Песня «Месяц мой светлый, свети мне в дороге, в школу я иду», на музыку французской песни 1761 года «Ah! Vous dirais-je Maman», стала непременной составляющей школьных празднеств.
Раздувая миф, созданный с лёгкой руки Икена-Канеллоса, во многих греческих монастырях показывают подземные залы, где (якобы) функционировали тайные школы, а в некоторых установлены восковые фигуры монахов-учителей и учеников.
Не умаляя роли церкви в сохранении языка и самой нации как таковой, С. Папагеоргиу иронизирует, что эти монастыри в большинстве случаев «по совпадению» располагаются в южной Греции, что соответствует территории королевства Оттона:113.

## На Пелопоннесе
Сразу по прибытии в Нафплион, Канеллос принял участие в военных действиях на Пелопоннесе в качестве полевого врача. Чуть позже Канеллос принял участие в II Национальном собрании в Астрос и в разработке законодательства возрождающегося государства. Там, в апреле 1823 года, вместе с Александром Маврокордатосом и врачом Георгием Гларакисом, Канеллос стал членом комитета подготавливавшего «Конституционный закон государства» (Καταστατικός Νόμος του Κράτους).
К тому же Канеллос ещё с 1820 года, то есть за год до начала Освободительной войны, предвидел необходимость законодательной организации восставшей нации и с этой целью изучал Протоколы собраний Французской революции, которые по его просьбе он получил от Константина Коккинакиса.

### Марши Канеллоса
Ещё в Дунайских княжествах Канеллос начал писать (стихи и музыку) военные марши. Он продолжил эту деятельность и на Пелопоннесе. Некоторые из этих его поэм-маршей были достаточно известными в период Освободительной войны. Среди них марш «Дети эллинов, чего вы ждёте» («Παιδιά των Ελλήνων τι καρτερείτε»), актуальная в те годы песня «Добрые молодцы не воруют, не грабят» («Τα παληκάρια τα καλά δεν κλέπτουν, δεν αρπάζουν») и др.

## Идра
В конце апреля 1823 года Канеллос прибыл на один из оплотов греческого флота, остров Идра. Имея при себе рекомендательное письмо А. Кораиса, Канеллос стал советником судовладельца и капитана Эммануила Томбазиса. Он инициировал создание Э. Томбазисом и его братом Яковом типографии, в которой успел издать переведённую им с немецкого языка политическую брошюру о правах и обязанностях немецких граждан.

## Крит — Смерть Канеллоса
В начале 1823 года временное правительство революционной Греции назначило Э. Томбазиса «полномочным комиссаром» (αρμοστής) Крита. Задачей нового комиссара на Крите было объединить критян и возглавить военные действия, после неудавшейся миссии предыдущего комиссара, российского офицера и дипломата, грека Михаила Афендулиева.
Томбазис со своей флотилией и добровольцами, и сопровождавший их Канеллос, прибыли на Крит в конце мая:B-405:B-406.
Не оставляя свою медицинскую миссию на полях сражений, на Крите Канеллос был в основном занят разрешением междуусобных конфликтов и законодательной работой.
Здесь он создал своего рода местную конституцию, именуемую «Организации Крита», но продолжал свою деятельность в качестве врача, в особенности после того как на острове вспыхнула эпидемия чумы.
Канеллос заразился чумой и умер на Крите в июле 1823 года, в возрасте 31 лет.
Примечательно, что В. Лазарос, в своей книге «Врачи и медицина в Революции 1821 года» именует его «маленьким Ригасом» (ссылка на Ригаса Ферреоса), что отражает вклад Канеллоса не только в медицину восставшей Греции, но и его революционную, законодательную и просветительскую деятельность